# Yakhfervazān
Yakhfervazān (persiska: يَخ فُروزان, یخفروزان, ارپزان) är en ort i Iran.   Den ligger i provinsen Östazarbaijan, i den nordvästra delen av landet, 500 km nordväst om huvudstaden Teheran. Yakhfervazān ligger 1 502 meter över havet och antalet invånare är 503.
Terrängen runt Yakhfervazān är kuperad åt nordost, men åt sydväst är den platt. Runt Yakhfervazān är det ganska glesbefolkat, med 27 invånare per kvadratkilometer. Närmaste större samhälle är Ahar, 7,8 km söder om Yakhfervazān. Trakten runt Yakhfervazān består i huvudsak av gräsmarker.